# Marie Pohl
Marie Pohl (* 1979 in Hamburg) ist eine deutsche Autorin, Journalistin, Sängerin und Schauspielerin.

## Leben
Pohl ist die Tochter des Dramatikers Klaus Pohl und der Sängerin Sanda Weigl und Schwester der Schauspielerin Lucie Pohl.
Laut Verlagsangaben wuchs sie in New York auf, studierte in Madrid, lebte in Zürich und Köln und wohnt heute in Berlin und New York. Als Journalistin arbeitet sie für die Süddeutsche Zeitung und schreibt Porträttexte und führt Interviews. Sie interviewte unter anderem den Regisseur David Lynch. Ihr Buch Maries Reise, für das sie um die Welt reiste, wurde auch ins Chinesische übersetzt. 
Pohl wirkte mit ihrer Familie in Rosa von Praunheims Dokumentarfilm New York Memories (2010) mit.
Ihr Werk Geisterreise wurde vielfach rezipiert, unter anderem von der NZZ, der  Frankfurter Rundschau und der Zeit.

## Auszeichnungen
- 2018: Sepp-Schellhorn-Stipendium

## Veröffentlichungen
- Maries Reise. 2002, Rogner & Bernhard. Neuauflage Fischer, Frankfurt am Main, ISBN 978-3-596-16034-1.
- Geisterreise. 2012, Fischer, Frankfurt am Main, ISBN 978-3-10-059023-7.